# Resolutie 654 Veiligheidsraad Verenigde Naties
Resolutie 654 van de Veiligheidsraad van de Verenigde Naties werd unaniem aangenomen op 4 mei 1990. De resolutie verlengde de ONUCA-waarnemingsmissie in Centraal-Amerika met een half jaar.

## Achtergrond
Begin jaren 1980 waren de landen Nicaragua, Honduras en ook El Salvador in conflict met elkaar. In Nicaragua voerden allerlei groeperingen een gewapende strijd tegen de overheid. Die groeperingen werden heimelijk gesteund door de Verenigde Staten. Die laatsten gingen ook een overeenkomst aan met Honduras tegen communistische bewegingen in Nicaragua en El-Salvador.
Colombia, Mexico, Panama en Venezuela lanceerden toen de Contadora-groep, een initiatief om de conflicten in Centraal-Amerika te bezweren. Begin 1989 tekenden vijf Centraal-Amerikaanse presidenten, die van Costa Rica, El Salvador, Guatemala, Honduras en Nicaragua een overeenkomst waarin ze democratisering, een staakt-het-vuren en vrije verkiezingen beloofden.
Ze vroegen ook een waarnemingsmacht aan de Verenigde Naties om toe te zien op de uitvoering van de overeenkomst. Die macht, ONUCA, controleerde of de steun aan rebellengroepen was opgedroogd en of de landen nog toelieten dat vanuit hun grondgebied andere landen werden aangevallen. ONUCA bleef actief tot januari 1992.

## Inhoud
De Veiligheidsraad:
- herinnert aan de resoluties 637, 644, 650 en 653;
- herinnert aan het initiële akkoord van 4 april 1990 tussen de partijen van het conflict in El Salvador;

1. keurt het rapport van secretaris-generaal Javier Pérez de Cuéllar goed;
2. besluit om het mandaat van de waarnemersgroep met zes maanden te verlengen, tot 7 november;
3. verwelkomt de inspanningen van de secretaris-generaal voor een onderhandelde oplossing van het conflict in El Salvador;
4. vraagt de secretaris-generaal om de Veiligheidsraad op de hoogte te houden van de verdere ontwikkelingen, en voor het einde van diens huidige mandaat te rapporteren over alle aspecten van de operaties van de waarnemersgroep en zeker voor 10 juni over de voltooiing van het demobilisatieproces.

## Verwante resoluties
- Resolutie 650 Veiligheidsraad Verenigde Naties
- Resolutie 653 Veiligheidsraad Verenigde Naties
- Resolutie 656 Veiligheidsraad Verenigde Naties
- Resolutie 675 Veiligheidsraad Verenigde Naties

Lijst ·  647 ·  648 ·  649 ·  650 ·  651 ·  652 ·  653 ·  654 ·  655 ·  656 ·  657 ·  658 ·  659 ·  660 ·  661 ·  662 ·  663 ·  664 ·  665 ·  666 ·  667 ·  668 ·  669 ·  670 ·  671 ·  672 ·  673 ·  674 ·  675 ·  676 ·  677 ·  678 ·  679 ·  680 ·  681 ·  682 ·  683